# Gusta Dawidsohn-Dränger
Gusta Dawidsohn-Dränger, także Gusta Dawidson Draenger, Gusta Dawidsohn-Draengerowa, pseudonim Justyna (ur. 1917 w Krakowie, zm. listopad 1943) – polska aktywistka pochodzenia żydowskiego działająca w organizacji syjonistycznej „Akiba”. Podczas II wojny światowej została bojowniczką Żydowskiej Organizacji Bojowej. Była autorką jednego z pierwszych dokumentów dotyczących Zagłady Żydów – Pamiętnika Justyny, napisanego w języku polskim w 1943 roku w więzieniu przy ul. Helclów w Krakowie (będącym oddziałem kobiecym więzienia Montelupich), w którym przedstawiła walkę krakowskich Żydów z niemieckimi okupantami.

## Życiorys
Urodziła się w rodzinie chasydzkiej z dynastii Ger. Należała do młodzieżowego ruchu B’nos Ya’akov w organizacji Agudat Israel. W latach 30. była jedną z liderek młodzieżowej niesocjalistycznej organizacji syjonistycznej „Akiba”, dla której redagowała pismo „Ceirim” [Młodzi] oraz prowadziła dokumentację w Krakowie.
Pod koniec września 1939 roku Szymszon Dränger, jeden z młodych liderów „Akiby”, został aresztowany przez Gestapo. Obecna przy tym Gusta zażądała, by ją także zatrzymano, gdyż jest jego narzeczoną. Zostali osadzeni w obozie koncentracyjnym Troppau-Opawa, skąd zostali zwolnieni na początku 1940 roku dzięki łapówkom. Następnie pobrali się i podjęli działalność wymierzoną przeciwko okupantowi, pomimo tego, że zobowiązani byli do zgłaszania się na Gestapo trzy razy w tygodniu. Mimo zakazu spotykali się potajemnie z członkami „Akiby”. Fałszowali dokumenty, które rozprowadzali wśród członków ruchu i sprzedawali innym osobom, a uzyskane środki przeznaczali na zakup broni.
12 grudnia 1941 roku delegatura Żydowskiej Samopomocy Społecznej w Nowym Wiśniczu wystąpiła do Gestapo o zgodę na przeprowadzenie kursów rolniczych dla młodzieży żydowskiej, by możliwe było założenie farmy w Kopalinach. Zgodę uzyskała, co pozwoliło na utworzenie zakonspirowanej grupy, w skład której wchodzili: Gusta Dawidson Draenger, Szymszon Draenger (mianowany kierownikiem farmy), Juliusz Feldhorn i Józef Wulf, zatwierdzeni przez władze jako wykładowcy. Nawiązali kontakty z Żydowską Organizacją Bojową i podjęli walkę zbrojną. Justyna brała istotny udział w przedsięwzięciach ŻOB w Krakowie. Zajmowała się robotą techniczną, wyszukiwała kryjówki dla bojowników, zdobywała rewolwery, towarzyszyła grupom bojowym idącym do lasu, a także brała udział w obradach komendy.
Niedługo po zamachu na niemiecką kawiarnię „Cyganeria” w Krakowie (22 grudnia 1942 roku) został zatrzymany Szymszon Draenger (10 lub 18 stycznia 1943 roku) i osadzony w więzieniu Montelupich. Dowiedziawszy się o tym, Gusta dobrowolnie zgłosiła się na Gestapo, by móc zobaczyć męża i dzielić jego losy. Została umieszczona w oddziale kobiecym tego więzienia, w Zakładzie Helclów. Ustalili za pomocą grypsów, że w tym samym czasie podejmą próbę ucieczki. 29 kwietnia 1943 roku Szymszon zdołał zbiec z transportu więźniów prowadzonych na egzekucję, a Gusta z grupy więźniarek wyprowadzonej na ulicę pod eskortą strażników. Następnie ukrywali się w okolicach Bochni, gdzie zorganizowali nowe żydowskie grupy bojowe i redagowali konspiracyjną gazetę „Hechaluc Halochem” [Pionier w walce]. 8 listopada 1943 roku Szymszon został aresztowany w Wieliczce. Podał gestapowcom adres kryjówki żony, gdyż oboje wcześniej umówili się, że to z nich, które zostanie pojmane jako pierwsze, ujawni miejsce pobytu drugiego. Dokładna data ich śmierci nie jest znana.

## Pamiętnik Justyny

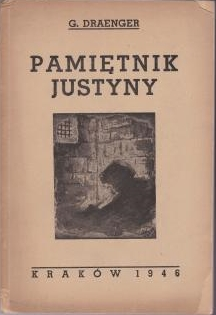
Okładka Pamiętnika Justyny (1946)

Rękopis Pamiętnika Justyny powstawał w więzieniu przy ul. Helclów od stycznia do kwietnia 1943 roku. Napisany został na skrawkach papieru toaletowego różnego kształtu i rozmiarów, gdyż tylko takimi dysponowała Justyna. Jego tekst pisany był ołówkiem chemicznym. Niektóre jego fragmenty, napisane innym charakterem pisma, zostały przez autorkę podyktowane współwięźniom (co potwierdziły osoby, które przeżyły wojnę), a Justyna nanosiła poprawki. Pliki skrawków były poprzegradzane przez Dawidson Draenger innymi skrawkami, dzięki czemu oddzielone zostały poszczególne rozdziały pamiętnika.
Pamiętnik, który Justyna zdołała przed ucieczką ukryć w piecu w blaszanym pudełku, przechowała organizacja Ichud. Bernard Johannes, znający Dawidson Draenger jeszcze z okresu przedwojennego, napisał wspomnienie pozgonne dołączone do niego. Redakcji pamiętników dokonało kolegium w składzie: Michał Borwicz, Nella Rost, Józef Wulf. Książka, wydana przez Wojewódzką Żydowską Bibliotekę Historyczną, ukazała się w 1946 roku w Krakowie. W 1953 roku ukazało się jej wydanie w języku hebrajskim, a w 1996 roku w języku angielskim. W 2022 r. pamiętnik został wznowiony na wolnej licencji przez fundację Wolne Lektury.